# Свич, Василий Антонович
Василий Антонович Свич (20 февраля 1937, село Мерло, Богодуховский район, Харьковская область, Украинская ССР, СССР — 27 июля 2018, Харьков, Украина) — советский и украинский физик, доктор физико-математических наук, профессор, в 1993—1998 годах — ректор ХНУ имени В. Н. Каразина.

## Биография
Родился 20 февраля 1937 года в  селе Мерло
Богодуховского района Харьковской области.